# 樋田和彦
樋田 和彦（ひだ かずひこ）は、日本の漫画家。長野県上田市出身。作品に『京四郎』などがある。

## 経歴・人物
高校卒業後、長野県のレストランに就職するも、4年で退職。その後、浜岡賢次の2代目チーフアシスタントを務める傍ら、「週刊少年チャンピオン月例フレッシュまんが賞」で1992年に「フレッシュ賞」を2度獲得。第41回「週刊少年チャンピオン新人まんが賞」（1993年下期）に入選した「くそったれバカ野郎」が、『週刊少年チャンピオン』（秋田書店）1994年15号に掲載され、デビュー作となる。
浜岡プロを退社後、27歳で『週刊少年チャンピオン』にて『京四郎』の連載を開始、5年に及ぶ長期連載となる。続いて『戦士は眠らない!?』を短期集中連載。その後、活動の場を『ヤングチャンピオン』（同）に移して『新宿同盟』を連載。
2003年以降は作品を発表していなかったが、『週刊少年チャンピオン』2008年21・22号にて、師匠である浜岡賢次の作品『浦安鉄筋家族』の15周年記念として、ほづみ☆みずほややぎさわ景一とともに祝いの漫画「浦鉄誕生物語」に寄稿。また、『週刊少年チャンピオン』2009年40号にて、同誌の創刊40周年記念に『京四郎』の読み切り作品を発表している（同作品は『週刊少年チャンピオン40th　創刊40周年記念特別編集』に収録）。
2019年8月、『週刊少年チャンピオン』35号誌上で、同誌の50周年を記念したリバイバル企画として、インタビューを掲載。作者公認の『京四郎』のTwitterやInstagramのアカウント、ブログがある。
2023年5月、『マンガクロス』（同）にて『京四郎』の23年ぶりの続編となる『京四郎 少年ヤクザ編』の連載を開始。信越放送の取材で39歳で地元に戻り、工場で生産管理の仕事に就いていたが、40代で離婚し、再び漫画を描き始めたことを語っている。

## 作品リスト
- 『京四郎』秋田書店〈少年チャンピオン・コミックス〉全25巻（『週刊少年チャンピオン』1995年 - 2000年）
  - 『京四郎 少年ヤクザ編』秋田書店〈少年チャンピオン・コミックス〉既刊3巻（『マンガクロス』2023年5月1日[11] - 連載中）
- 『戦士は眠らない!?』秋田書店〈少年チャンピオン・コミックス〉、2001年8月発行、ISBN 4-253-20027-3（『週刊少年チャンピオン』2000年 - 2001年）
- 新宿同盟（『ヤングチャンピオン』2001年 - 2002年） - 未単行本化。
- 蘭丸エトランゼ（『週刊少年チャンピオン』2000年34号） - 『戦士は眠らない!?』に併録。